# قاراچشمه
قاراچشمه، روستایی از توابع بخش مرکزی شهرستان فیروزه در استان خراسان رضوی ایران است.

## جمعیت
این روستا در دهستان تخت جلگه قرار دارد و براساس سرشماری مرکز آمار ایران در سال ۱۳۸۵، جمعیت آن ۵۲ نفر (۱۳خانوار) بوده‌است.